# Mustafa Aşan
Mustafa Aşan (* 11. September 1988 in Diyarbakır) ist ein türkischer Fußballspieler.

## Karriere
Aşan begann mit dem Vereinsfußball in der Jugend von Gençlerbirliğispor, eines Amateurvereines aus Diyarbakır. Hier wurden die Talentjäger von Beşiktaş Istanbul auf ihn aufmerksam und holten ihn in ihre Jugend. Im Dezember 2006 erhielt einen Profivertrag. Drei Monate später wurde er als Leihspieler bis zum Saisonende an Eskişehirspor abgegeben. Die nachfolgende Spielzeit verbrachte er als Leihgabe bei İnegölspor.
Zum Sommer 2008 wechselte er samt Ablöse zu Manisaspor. Ohne ein Spiel für Manisaspor absolviert zu haben, wurde er an İnegölspor ausgeliehen. Von Januar 2009 bis zum Sommer 2010 spielte er als Leihgabe beim Drittligisten Akhisar Belediyespor. In der Spielzeit 2009/10 wurde man Vizemeister der TFF 2. Lig und stieg in die TFF 1. Lig auf.
Zur Spielzeit 2010/11 wechselte er samt Ablöse zu Akhisar Belediyespor. Hier erreichte man völlig überraschend die Meisterschaft der TFF 1. Lig und damit den direkten Aufstieg in die Süper Lig. Für die Rückrunde 2013/14 wurde Aşan an den Zweitligisten Şanlıurfaspor ausgeliehen.
Im Sommer 2014 wechselte er zu Şanlıurfaspor, wurde aber bereits vor dem Saisonstart an den Ligarivalen Karşıyaka SK ausgeliehen. Im Januar 2016 begann er sein Engagement bei Karşıyaka SK, wo er in den folgenden sechs Jahren mehr als 200 Pflichtspiele absolvierte.

## Erfolge
Mit Akhisar Belediyespor
- Vizemeister der TFF 2. Lig und Aufstieg in die TFF 1. Lig: 2009/10
- Meister der TFF 1. Lig und Aufstieg in die Süper Lig: 2011/12